# Introduction à la vie dévote
L'Introduction à la vie dévote  est l'une des œuvres majeures et classiques de la littérature spirituelle chrétienne, dont l'auteur est le Savoyard François de Sales, évêque titulaire de Genève et Docteur de l'Eglise.

## Présentation générale
L'ouvrage, assez bref, est destiné à des laïcs ne se destinant pas à la vie religieuse, et a pour principal but d'inviter à appartenir complètement à Dieu, en vivant en plénitude la présence dans le monde et les devoirs de son propre état. Les vies des saints, et particulièrement de ceux qui ont vécu dans le monde, sont souvent prises comme exemple.
Le langage et le style utilisés étaient très simples pour l'époque, sans citations latines ni grecques, permettant une lecture la plus large possible. Il s'appuyait largement sur des représentations visuelles.
Le terme « dévot » est à comprendre comme « être amoureux de Dieu », « se mettre à Sa disposition ».

## Historique

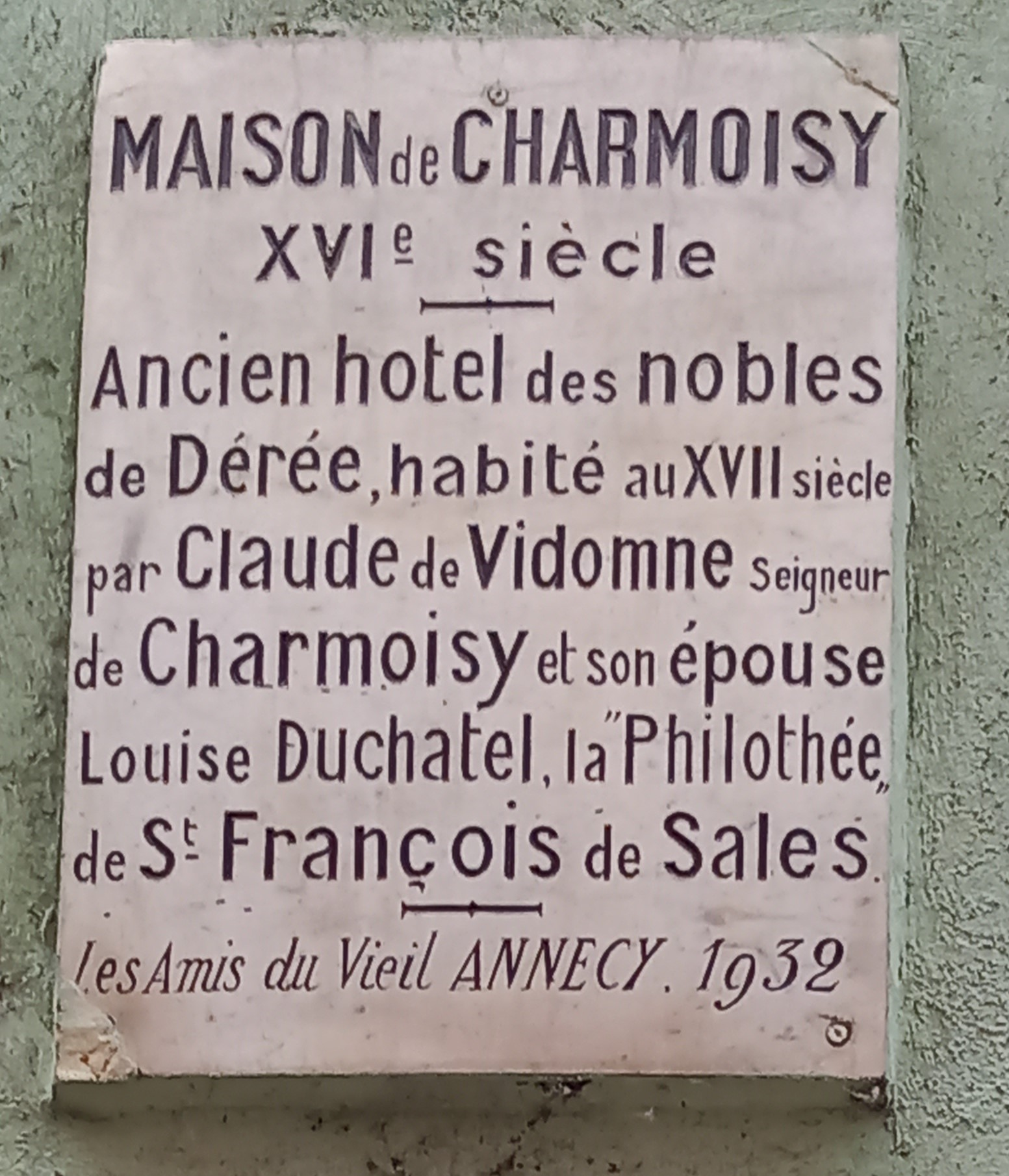
Plaque commémorative à Annecy.

C'est au cours de l'année 1608 que l'évêque de Genève, François de Sales, âgé de 41 ans et prêtre depuis 15 ans, écrivit son œuvre la plus connue, l'Introduction à la vie dévote.
Au début, François de Sales écrivait de nombreux conseils à la femme d'un cousin, Madame Louise du Chastel (ou du Duchâtel ou encore du Châtel), qu'il évoque comme sa « Philotée », celle qui aime Dieu, laquelle voulait apprendre à être dévote et connaître une vie de prière. François de Sales rédigeait donc des lettres à son attention, lui prodiguant des conseils spirituels.
Or celle-ci faisait lire ces lettres autour d'elle, jusqu'à ce qu'un jésuite, l'abbé Jean Fourier, ancien recteur de l'Université de Pont-à-Mousson devenu recteur du collège de Chambéry (et cousin du fameux Pierre Fourier), lui demandât de les publier. François de Sales accepta donc de reprendre les lettres et de les publier après quelques retouches, sous le titre d'Introduction à la vie dévote.

## Contenu
L'ouvrage se divise en cinq parties :
- la première partie enseigne comment passer du désir de la vie dévote à la résolution d'embrasser cette vie ;
- la deuxième partie cherche à apprendre la perfection par l'« oraison », c'est-à-dire la prière structurée, conduite et raisonnée, et les sacrements ;
- la troisième partie est consacrée à la pratique des vertus ;
- la quatrième partie indique l'attitude à avoir vis-à-vis des tentations ;
- et la dernière considère la façon de renouveler la ferveur du dévot.

Ce livre, publié à Lyon en 1609, eut très vite un énorme succès : il fut ainsi réimprimé plus de quarante fois du vivant de François de Sales ; le roi de France Henri IV lui-même le lut et la reine Marie de Médicis en offrit un exemplaire « orné de diamants », au roi d'Angleterre. Jean Brignon en fait une édition « en français moderne » parue en 1695 et rééditée jusqu'au XXe siècle. Une réédition date du début du XXIe siècle.